# Fays (Haute-Marne)
Fays település Franciaországban, Haute-Marne megyében. Lakosainak száma 62 fő (2022. január 1.). Fays Chatonrupt-Sommermont, Domblain, Guindrecourt-aux-Ormes, Maizières, Sommancourt és Valleret községekkel határos.

## Népesség
A település népességének változása:
| Lakosok száma | 80   | 71   | 69   | 75   | 81   | 77   | 73   | 70   | 67   | 62   |
|               | 1968 | 1982 | 1990 | 2006 | 2013 | 2015 | 2017 | 2019 | 2020 | 2022 |